# Championnat américain de course automobile 1934
Navigation
1933 1935
Le Championnat américain de course automobile 1934 est la 17e édition du championnat de monoplace nord-américain et s'est déroulé du 30 mai au 23 décembre sur 4 épreuves. Ce championnat est organisé par l'Association américaine des automobilistes (AAA).

## Calendrier
| no | Date        | Course                   | Circuit                     | Lieu                  | Type  | Pole Position | Vainqueur      |
| -- | ----------- | ------------------------ | --------------------------- | --------------------- | ----- | ------------- | -------------- |
| 1  | 30 mai      | 500 miles d'Indianapolis | Indianapolis Motor Speedway | Speedway, Indiana     | Paved | Kelly Petillo | Bill Cummings  |
| 2  | 25 août     | Springfield 100          | Illinois State Fairgrounds  | Springfield, Illinois | Dirt  | Johnny Sawyer | Billy Winn     |
| 3  | 9 septembre | Syracuse 100             | New York State Fairgrounds  | Syracuse, New York    | Dirt  | Bill Cummings | Shorty Cantlon |
| 4  | 23 décembre | Mines Field Race         | Mines Field                 | Inglewood, Californie | Road  | Doc MacKenzie | Kelly Petillo  |

## Classement
| Pos.     | Pilote          | Voiture               | Points |
| -------- | --------------- | --------------------- | ------ |
| Champion | Bill Cummings   | Miller                | 1 000  |
| 2e       | Mauri Rose      | Stevens-Miller        | 825    |
| 3e       | Kelly Petillo   | Adams-Miller          | 300    |
| 4e       | Russ Snowberger | Snowberger-Studebaker | 675    |
| 5e       | Joe Russo (en)  | Duesenberg            | 675    |